# Coro Juvenil de Bielefeld
O Coro Juvenil de Bielefeld (em alemão: Bielefelder Kinderchor) é um coro juvenil sediado na cidade de Bielefeld (Renânia do Norte-Vestfália) com projecção supra-regional, sendo uma das mais conhecidas agremiações musicais do noroeste da Alemanha. O coro foi fundado em 1932 por Friedrich Oberschelp (1895–1986). Na década de 1960 a direcção musical passou para a responsabilidade do filho do fundador, o maestro Jürgen Oberschelp (n. 1938), que se mantém nessas funções.
O coro tem como objectivos fundamentais o ensino e o culto do gosto pela música coral e a preservação das tradições da antiga música popular do noroeste da Alemanha, embora no contexto da música coral contemporânea.
Os jovens coralistas são admitidos aos 10 anos de idade, sendo que os rapazes em geral abandonam o coro mais cedo devido à mudança de voz. Todos os anos são admitidos no coro cerca de 100 rapazes e raparigas, na maior parte alunos do quarto ano do ensino básico, os quais iniciam a sua participação nas actividades do coro pela frequência de um curso introdutório (o Vorkursus). Alguns deles conseguem integrar desde o início o coro de concerto, enquanto outros fazem um percurso de aprendizagem prévio. 
O Coro Juvenil de Bielefeld é particularmente conhecido pelos tradicionais concertos de Natal, aproveitando para tal as excelentes qualidades acústicas do famoso Rudolf-Oetker-Halle, o principal teatro da cidade de Bielefeld.
O coro realiza uma digressão anual pelo estrangeiro, em geral em torno da Páscoa, tendo já visitado diversos países europeus (incluindo a Áustria, a Hungria, a República Checa, a Polónia, a Inglaterra e a Suíça), asiáticos (incluindo o Japão e a Turquia) e da América do Norte (Estados Unidos da América).

## Discografia (selecção)
- Das Weihnachtskonzert des Bielefelder Kinderchores. BMG Ariola, München [u.a.] [2003] (Ano de produção: 1966)
- Der Bielefelder Kinderchor - Das grosse Jubiläumskonzert. BMG Ariola, Hamburg / München [1995] (Ano de produção: 1982)
- Aus fernen Himmelsweiten.
- Lieder zur Winter- und Weihnachtszeit.
- Lieder zur Weihnacht.
- Stille Nacht, heilige Nacht.
- 75 Jahre Bielefelder Kinderchor 2007